# IC 1956
IC 1956 је спирална галаксија у сазвјежђу Бик која се налази на листи објеката дубоког неба у Индекс каталогу.
Деклинација објекта је + 5° 4' 2" а ректасцензија 3h 35m 33,2s. Привидна величина (магнитуда) објекта IC 1956 износи 14,6 а фотографска магнитуда 15,4. IC 1956 је још познат и под ознакама UGC 2795, MCG 1-10-1, CGCG 417-1, KARA 130, IRAS 03329+0454, PGC 13279.